# اسپارتا (ویسکانسین)
اسپارتا، ویسکانسین  (به انگلیسی: Sparta) شهری در شهرستان مونرو ایالت ویسکانسین است که در سال ۱۸۸۳ بنیان‌گذاری شده‌است. این شهر طبق سرشماری سال ۲۰۱۰ میلادی ۹٬۵۲۲ نفر جمعیت داشته‌است.